# و حتی یک کلمه هم نگفت
و حتی یک کلمه هم نگفت (به آلمانی: Und sagte kein einziges Wort) رمانی اثر هاینریش بل است که در سال ۱۹۵۳ منتشر شد. این کتاب به زندگی و اندیشه‌های فرد و کیت بوگنر، یک زن و شوهر می‌پردازد. فرد که از زندگی فقربار خسته شده است، خانه را ترک و کیت را با سه بچه رها می‌کند. مانند بسیاری از دیگر آثار بل موضوع کتاب در مورد پیشامدهای بعد از جنگ جهانی دوم است.
عنوان کتاب از نام آهنگی که کیت بوگنر در فصل چهارم کتاب به آن گوش می‌دهد، برگرفته شده است. کیت به عیسی مسیح تشبیه می‌شود زیرا همانند او همهٔ تحقیرها و مشکلات را تحمل می‌کند، بدون اینکه اعتراض یا طغیان کند.

## نقد
این کتاب جوایز بسیاری درون و بیرون از کشور آلمان برای هاینریش بل به ارمغان آورد؛ از جمله جایزه انجمن منتقدان آلمان.
هانس ورنر ریشتر نویسنده آلمانی آن را «بهترین کتاب پس از جنگ جهانی دوم» دانست.